# Aichi-Ziele
Die Aichi-Ziele (Aichi Biodiversity Targets) sind Zielerklärungen für den weltweiten Biodiversitätsschutz. Sie wurden bei der 10. Vertragsstaatenkonferenz der Biodiversitätskonvention im Jahr 2010 in Nagoya, Präfektur Aichi, verabschiedet.  Die Ziele sollten bis 2020 erreicht werden.
Im September 2020 wurde durch den vom Sekretariat der Konvention veröffentlichten fünften „Global Biodiversity Outlook“ („5. Globaler Bericht zur Lage der biologischen Diversität“) bekannt, dass keines dieser Ziele bis zum Fristende vollständig erreicht werden wird. Auf der 15. Vertragsstaatenkonferenz (COP15) der UN-Konvention vom 17. bis 30. Mai 2021 in Kunming, Volksrepublik China, soll eine Nachfolge-Rahmenvereinbarung (Global Biodiversity Framework, ‘A New Deal for Nature and People’) beschlossen werden.
Bis 2020 wurde keines der 20 Ziele vollständig und nur sechs der Ziele wurden teilweise erreicht.

## Ziele
Die Aichi-Ziele untergliedern sich in fünf Bereiche, die sogenannten strategischen Ziele:
- Bekämpfung der Ursachen für den Verlust von Artenvielfalt
- Reduktion der Belastungen für die Artenvielfalt und Förderung nachhaltiger Nutzungsformen
- Verbesserung der Artenvielfalt durch den Schutz von Ökosystemen und der genetischen Vielfalt
- Bessere Umsetzung von Artenschutz durch Planung, Wissensmanagement und Kapazitätsaufbau

- Verstärkung der Vorteile durch Artenvielfalt und Ökosystemdienstleistungen

Bis 2020 sollten die folgenden 20 Kernziele erreicht werden:
1. Bis spätestens 2020 sind sich die Menschen des Wertes der biologischen Vielfalt und der Schritte bewusst, die sie zu ihrer Erhaltung und nachhaltigen Nutzung unternehmen können.
2. Bis spätestens 2020 ist der Wert der biologischen Vielfalt in den nationalen und lokalen Entwicklungs- und Armutsbekämpfungsstrategien und Planungsprozessen berücksichtigt worden und wird soweit angemessen in die volkswirtschaftliche Gesamtrechnung und die Berichtssysteme einbezogen.
3. Bis spätestens 2020 werden der biologischen Vielfalt abträgliche Anreize einschließlich Subventionen beseitigt, schrittweise abgebaut oder umgestaltet, um die negativen Auswirkungen auf ein Minimum zu reduzieren oder zu vermeiden, und sind positive Anreize zur Förderung der Erhaltung und nachhaltigen Nutzung der biologischen Vielfalt in Übereinstimmung und im Einklang mit dem Übereinkommen und anderen einschlägigen internationalen Verpflichtungen und unter Berücksichtigung der nationalen sozioökonomischen Bedingungen geschaffen und zur Anwendung gebracht.
4. Bis spätestens 2020 haben die Regierungen, Unternehmen und Interessengruppen auf allen Ebenen zur Gewährleistung einer nachhaltigen Produktion und eines nachhaltigen Konsums Schritte eingeleitet oder Pläne umgesetzt und die Auswirkungen der Nutzung von Naturressourcen auf ein ökologisch vertretbares Maß beschränkt.
5. Bis 2020 ist die Verlustrate aller natürlichen Lebensräume einschließlich Wäldern mindestens um die Hälfte und, soweit möglich, auf nahe Null reduziert und die Verschlechterung und Fragmentierung erheblich verringert.
6. Bis 2020 sind alle Fisch- und Wirbellosenbestände und Wasserpflanzen nachhaltig, ordnungsgemäß und auf der Grundlage ökosystemarer Ansätze bewirtschaftet und genutzt, sodass eine Überfischung vermieden wird, und sind für alle dezimierten Arten Erholungspläne und ‑maßnahmen vorhanden, keine erheblichen nachteiligen Auswirkungen auf bedrohte Arten und empfindliche Ökosysteme durch die Fischerei gegeben und die Auswirkungen der Fischerei auf Bestände, Arten und Ökosysteme auf ein ökologisch vertretbares Maß beschränkt.
7. Bis 2020 sind alle für die Landwirtschaft, Aquakultur und Forstwirtschaft genutzte Flächen unter Gewährleistung des Schutzes der biologischen Vielfalt nachhaltig bewirtschaftet.
8. Bis 2020 ist die Verschmutzung der Umwelt, unter anderem auch durch überschüssige Nährstoffe, wieder auf ein für die ökosystemare Funktion und die biologische Vielfalt unschädliches Niveau gebracht worden.
9. Bis 2020 sind die invasiven gebietsfremden Arten und ihre Einschleppungswege identifiziert und nach Priorität geordnet, prioritäre Arten kontrolliert oder beseitigt und Maßnahmen zur Überwachung der Einfallswege ergriffen, um eine Einschleppung und Ansiedlung zu verhindern.
10. Bis 2015 sind die vielfältigen anthropogenen Belastungen der Korallenriffe und der übrigen vom Klimawandel oder von der Versauerung der Ozeane betroffenen empfindlichen Ökosysteme auf ein Minimum reduziert, sodass ihre Unversehrtheit und Funktionsfähigkeit gewahrt ist.
11. Bis 2020 sind mindestens 17 Prozent der Land- und Binnenwassergebiete und 10 Prozent der Küsten- und Meeresgebiete, insbesondere Gebiete von besonderer Bedeutung für die biologische Vielfalt und für die Ökosystemleistungen, durch effektiv und gerecht gemanagte, ökologisch repräsentative und gut vernetzte Schutzgebietssysteme und andere wirksame gebietsbezogene Erhaltungsmaßnahmen geschützt und in die umgebende (terrestrische/marine) Landschaft integriert.
12. Bis 2020 ist das Aussterben bekanntermaßen bedrohter Arten unterbunden und ihre Erhaltungssituation, insbesondere die der am stärksten im Rückgang begriffenen Arten, verbessert und stabilisiert worden.
13. Bis 2020 ist die genetische Vielfalt der Nutzpflanzen und der landwirtschaftlichen Nutztiere und ihrer wilden Artverwandten, einschließlich anderer sozioökonomisch sowie kulturell wertvoller Arten, gesichert und sind Strategien zur größtmöglichen Begrenzung der genetischen Verarmung und zur Bewahrung der genetischen Vielfalt entwickelt und umgesetzt worden.
14. Bis 2020 sind die Ökosysteme, die wesentliche Leistungen einschließlich wasserbezogener Leistungen bereitstellen und zu Gesundheit, Existenzsicherung und Wohlergehen beitragen, unter Berücksichtigung der Bedürfnisse von Frauen, indigenen und ortsansässigen Gemeinschaften sowie der ärmeren und anfälligeren Bevölkerungsgruppen wiederhergestellt und gesichert.
15. Bis 2020 ist die Widerstandsfähigkeit der Ökosysteme und der Beitrag der biologischen Vielfalt zu den Kohlenstoffvorräten durch Erhaltungs- und Wiederherstellungsmaßnahmen, einschließlich der Wiederherstellung von mindestens 15 Prozent der geschädigten Ökosysteme, erhöht und somit ein Beitrag zur Abschwächung des Klimawandels und zur Anpassung daran sowie zur Bekämpfung der Wüstenbildung geleistet worden.
16. Bis 2015 ist das Protokoll von Nagoya über den Zugang zu genetischen Ressourcen und die ausgewogene und gerechte Aufteilung der sich aus ihrer Nutzung ergebenden Vorteile im Einklang mit den innerstaatlichen Rechtsvorschriften in Kraft und wirksam.
17. Bis 2015 haben alle Vertragsparteien wirksame, partizipative und aktualisierte nationale Biodiversitätsstrategien und Aktionspläne ausgearbeitet und als Politikinstrument verabschiedet und mit ihrer Umsetzung begonnen.
18. Bis 2020 werden die für die Erhaltung und nachhaltige Nutzung der biologischen Vielfalt wichtigen traditionellen Kenntnisse, Innovationen und Gebräuche der indigenen und ortsansässigen Gemeinschaften und ihre herkömmliche Nutzung biologischer Ressourcen vorbehaltlich der innerstaatlichen Rechtsvorschriften und einschlägiger internationaler Verpflichtungen geachtet und bei der Durchführung des Übereinkommens unter umfassender und wirksamer Beteiligung der indigenen und ortsansässigen Gemeinschaften auf allen relevanten Eben.
19. Bis 2020 sind die Kenntnisse, die Wissenschaftsbasis und die Technologien im Zusammenhang mit der biologischen Vielfalt, ihren Werten und Funktionen, ihrem Zustand und ihren Trends und den Folgen ihres Verlusts verbessert, umfassend verbreitet und weitergegeben und angewendet.
20. Bis spätestens 2020 soll die Mobilisierung finanzieller Mittel für die wirksame Umsetzung des Strategischen Plans 2011-2020 aus allen Quellen und in Übereinstimmung mit dem in der Strategie zur Mobilisierung von Finanzmitteln zusammengefassten und vereinbarten Verfahren gegenüber dem aktuellen Stand erheblich zunehmen. Dieses Ziel kann sich nach Maßgabe der von den Vertragsparteien zu erstellenden und übermittelten Mittelbedarfsschätzungen ändern. Der fachlichen Begründung wird ein Verweis auf Artikel 16 des Übereinkommens beigefügt.